# Bataille de la baie de Wide–baie d'Open
Seconde Guerre mondiale, 
Guerre du Pacifique
Batailles
- Arawe
- Cap Gloucester
- Neutralisation de Rabaul
- Talasea
- Baie de Jacquinot
- Baie de Wide–baie d'Open

La bataille de la baie de Wide–baie d'Open est une bataille de la campagne de Nouvelle-Bretagne pendant la Seconde Guerre mondiale.
À la suite de l'arrivée des Australiens en Nouvelle-Bretagne à la fin de 1944, remplaçant la garnison américaine sur l'île, ceux-ci décident de lancer une offensive limitée contre les forces japonaises sur l'île. Poussant vers l'est depuis les positions précédemment capturées par les troupes américaines plus tôt dans l'année, après avoir débarqué dans la baie de Jacquinot sur la côte sud en novembre, les Australiens commencent à avancer à travers l'île vers la péninsule de Gazelle, où ils cherchent à isoler la garnison japonaise numériquement supérieure. Cette avancée s'effectue le long de deux axes : du cap Hoskins à la baie d'Open sur la côte nord, et de la baie de Jacquinot à la baie de Wide sur la côte sud. Une fois la ligne de front sécurisée par les Australiens à travers l'île entre la baie de Wide et la baie d'Open en mars et avril 1945, les combats sur la Nouvelle-Bretagne baissent en intensités alors que les Australiens cherchent à contenir la plus grande garnison japonaise tout en limitant leurs propres pertes. Cette situation va durer jusqu'à la fin de la guerre en août 1945.

## Contexte

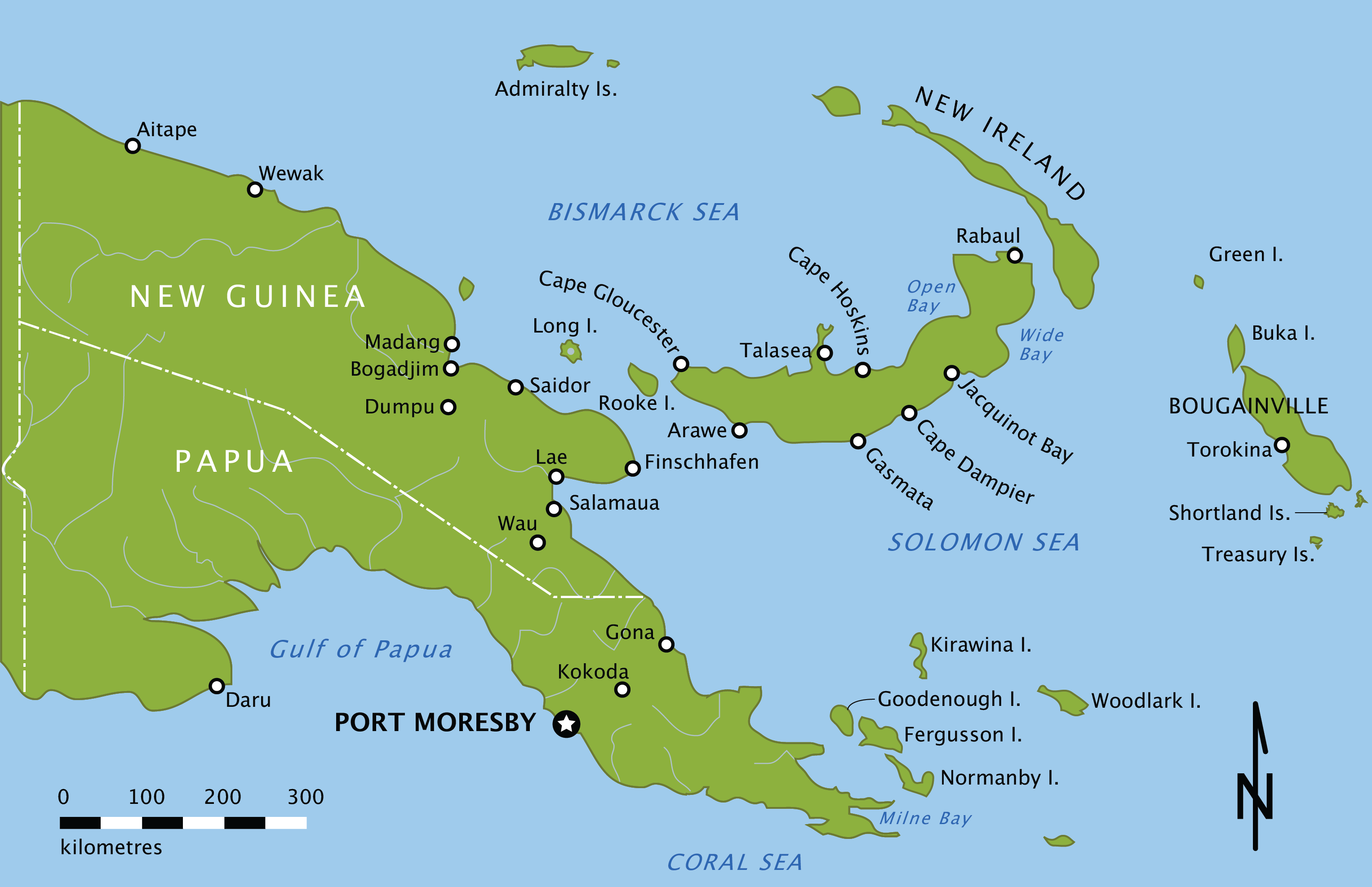
Une carte représentant la Nouvelle-Guinée et la Nouvelle-Bretagne, y compris la baie de Wide et la baie d'Open.

Les Japonais s'étaient emparés de l'île de Nouvelle-Bretagne en février 1942 après avoir submergé la petite garnison australienne stationnée autour de Rabaul. Les Japonais ont ensuite construit une grande garnison sur l'île, composée d'environ 93 000 hommes de la 8e armée de zone du général Hitoshi Imamura. Cela deviendra un élément central de la barrière défensive établie par les Japonais après l'échec des tentatives de capture de Port Moresby à la fin de 1942. En décembre 1943, dans le cadre de l'opération Cartwheel, les forces américaines débarquent autour du cap Gloucester et d'Arawe pour capturer des aérodromes vitaux et fournir aux Alliés un accès par le passage maritime entre le détroit séparant la Nouvelle-Bretagne de la Nouvelle-Guinée, où à la fin de 1943 des combats ont lieu pour sécuriser la péninsule de Huon. Cela fait partie de la stratégie globale des Alliés consistant à isoler la principale base japonaise de Rabaul ; au lieu de détruire la base par un assaut direct coûteux, une stratégie plus prudente consiste à encercler la base et donc de l'isoler en tant que menace.
À la suite des actions de la 112e Regimental Combat Team et de la 1re division des Marines autour d'Arawe et du cap Gloucester, les forces américaines avancent prudemment vers l'est et, en août 1944, sécurisent Talasea et le cap Hoskins sur la côte nord. Après ces objectifs, la 40e division d'infanterie américaine prend le relais et les combats en Nouvelle-Bretagne se sont largement transformés en ce que Gavin Long, l'historien officiel australien, appelle une « trêve tacite » avec les forces américaines se concentrant sur la défense de leurs aérodromes à l'ouest de l'île — la 40e division d'infanterie étant concentrée en grande partie autour du cap Gloucester — et les Japonais du côté Est étant séparés par un « no man's land », dans lequel les troupes indigènes dirigées par l'Australie du Bureau allié du renseignement (AIB) mènent une campagne de guérilla à petite échelle. Cela comprend des actions autour de la baie de Wide de juin à septembre.
En novembre 1944, la responsabilité des opérations alliées en Nouvelle-Bretagne passe de l'armée américaine à l'armée australienne. Ce mois-là, la 5e division australienne, dirigée par le général de division Alan Ramsay, commence à arriver pour remplacer la 40e division d'infanterie américaine, force nécessaire pour les combats aux Philippines. Ayant largement sous-estimé la force de la garnison japonaise sur l'île, les Australiens lancent une offensive limitée, dans le but d'avancer vers l'est depuis le cap Hoskins vers le bastion japonais autour de Rabaul. En novembre, la 6e brigade d'infanterie australienne, dirigée par le brigadier Raymond Sandover, est déployée. La première opération au sol voit le 14e/32e bataillon d'infanterie effectuer un débarquement dans la baie de Jacquinot, sur la côte sud de la Nouvelle-Bretagne, débarquant sans opposition, tandis que d'autres éléments – le 36e bataillon d'infanterie – prend le relais autour du cap Hoskins, plus à l'ouest. Peu de temps après, la 6e brigade d'infanterie commence à se déplacer vers l'est en direction de Cutarp, alors que la 13e brigade d'infanterie sous le commandement du brigadier Eric McKenzie arrive pour prendre la responsabilité de la défense de la base australienne autour de la baie de Jacquinot, avec des éléments avancés de la 4e brigade d'infanterie sous le commandement du brigadier Cedric Edgar (en). Au même moment, des avions de la Royal Australian Air Force et de la Royal New Zealand Air Force bombardent les positions japonaises autour de Rabaul ; les Japonais, avec seulement quelques avions utilisables, n'élaborent aucune tentative pour arrêter les attaques.

## La bataille

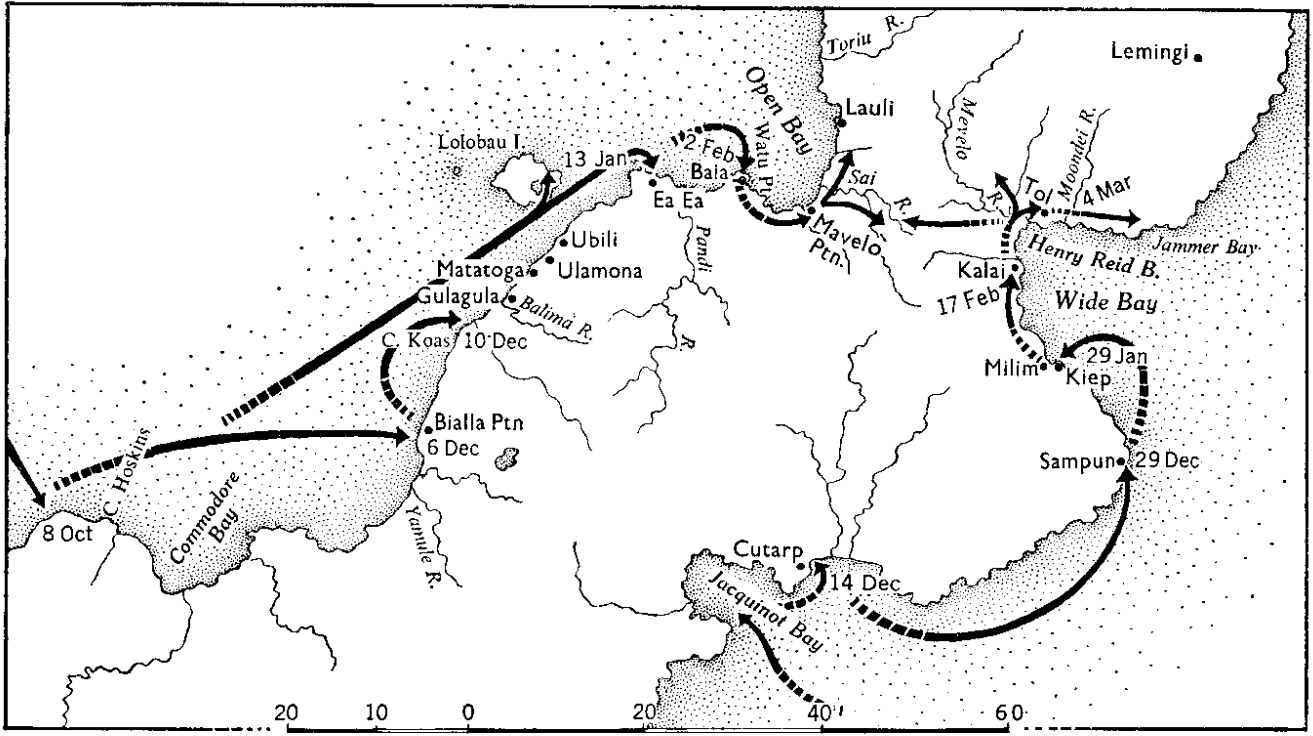
Carte des opérations australiennes dans le centre de la Nouvelle-Bretagne entre octobre 1944 et mars 1945.

Au cours des deux premiers mois suivant la prise de contrôle australienne, les Japonais cherchent à générer un certain élan dans leurs opérations à l'ouest de la péninsule de Gazelle, mais un certain nombre d'actions contre les patrouilles australiennes les force à se retirer à l'est vers la péninsule. À la mi-janvier 1945, les Australiens exploitent ce repli sur la côte nord de la Nouvelle-Bretagne, et le 36e bataillon d'infanterie avance par voie terrestre jusqu'à Ea Ea, autour de la bordure ouest de la baie d'Open, tandis qu'un petit élément reste au cap Hoskins pour défendre l'aérodrome. Entre janvier et avril 1945, une série d'affrontements s'ensuit et alors que les patrouilles australiennes viennent dominer la côte autour de la baie, les Japonais se replient vers la rivière Turiu, au nord de la baie, où le sol marécageux offre une série d'obstacles naturels. Après avoir avancé vers Watu, dans l'alignement de l'étendue ouest de la baie, les Australiens stoppent temporairement leur avance.
Le long de la côte sud, les chaloupes à moteur Fairmile type B de la Royal Australian Navy patrouillent vers la baie de Wide peu avant le nouvel an, car des sous-marins japonais ont été repérés ailleurs, en particulier sur la côte nord autour de la  baie d'Open. Fin décembre, deux compagnies du 14e/32e bataillon d'infanterie, renforcées par un peloton du 1er bataillon d'infanterie de Nouvelle-Guinée, sont envoyées à l'est de Cutarp à Sampun, sur l'étendue sud de la baie de Wide fin décembre, se déplaçant par barge,. Ces forces sont renforcées début janvier avec l'arrivée des deux compagnies restantes du 14e/32e, ainsi qu'une troupe d'artillerie du 2/14e régiment de campagne. Entre fin janvier et début février 1945, la 6e brigade d'infanterie australienne s'avance vers l'est le long de la côte sud de la Nouvelle-Bretagne vers Milim, où elle établit une base de patrouille avec l'intention de se déployer vers la baie Henry Reid. Les chasseurs Boomerang et les chasseurs-bombardiers Beaufort attaquent les positions japonaises au nord de la plantation Karlai le 15 février, et le 14/32e prend ensuite la position sans opposition après le repli des défenseurs japonais sous le feu de l'artillerie lourde. Deux jours plus tard, le 14e/32e prend le poste de traite de Kamandram.

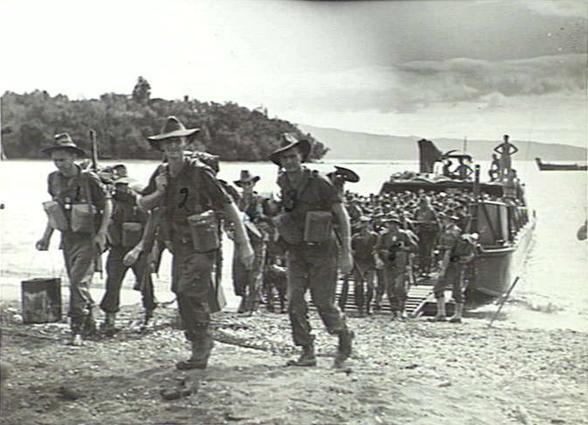
Le 16e bataillon d'infanterie débarque dans la plantation de Karlai, mars 1945.

Fin février, le 19e bataillon d'infanterie est déplacé dans la zone du ruisseau de Gogbulu, où il relève le 14e/32e. Des éléments du 2/14e régiment de campagne s'établissent dans la plantation de Karlai où ils mènent des missions de soutien à travers la baie vers Waitavalo. Pendant ce temps, le 19e bataillon d'infanterie traverse la rivière Mevelo et envoie des patrouilles vers l'est en direction de la rivière Wulwut, qui se jette dans la baie Henry Reid. Depuis cette baie, les Australiens percent vers la Kamandram, en bordure de la baie de Wide, où les Japonais ont auparavant établi une nouvelle ligne défensive. À la mi-février, les deux forces s'affrontent pour la première fois dans la région, mais les Japonais ne parviennent pas à freiner l'avancée australienne. Début mars, le haut commandement australien ordonne une avance vers les plantations de cocotiers de Waitavolo et Tol, à la limite nord de la baie Henry Reid. À Tol, les Australiens trouvent des preuves d'un massacre à grande échelle de troupes australiennes, assassinées par des troupes du IIIe bataillon, 144e régiment d'infanterie en 1942 lorsque les Japonais avaient capturé l'île aux Australiens. 158 corps seront exhumés.
Après une traversée de la rivière Wulwut avec l'appui du génie, le 14e/32e bataillon d'infanterie prend le relais du 19e et à partir du 5 mars, de violents combats suivent pendant six semaines alors que les Australiens réduisent les positions japonaises fortifiées sur le mont Sugi le long d'une série de crêtes à l'ouest de la rivière et surplombant la baie,. Ces collines, dénommés « Lone Tree », « Bacon », « Cake », « Young », « Perry's », « Kath's » et « Moose », sont défendues par une série de casemates, soutenues par des mortiers et des mitrailleuses. L'action la plus importante a lieu autour de collines « Bacon », qui sera capturée le 18 mars par le 14e/32e bataillon d'infanterie. Les combats au cours de cette période sont rendus plus difficiles par de fortes pluies, rendant la tâche difficile aux fantassins escaladant les pentes abruptes, tandis que les pistes de jeep en contrebas sur lesquelles les Australiens comptent pour s'approvisionner sont devenues des mers de boue, et le pont traversant la rivière Mevelo a été emportée. Les avions japonais apparaissent pour la première et unique fois dans la campagne à la mi-mars, avec deux d'entre-eux larguant plusieurs bombes sur le pont au-dessus du Wulwut, faisant un certain nombre de victimes,. Après la sécurisation de Waitavolo, le 36e bataillon d'infanterie pousse à l'intérieur des terres et sécurise plus loin le long de la côte, investissant la baie de Jammer. La 13e brigade d'infanterie, dont des éléments ont débarqué à la plantation de Karlai fin mars, ont ensuite pris le relais de la 6e brigade pour commencer des opérations de patrouille sur la côte sud ; tandis que des éléments de la 4e brigade d'infanterie ont marché vers le nord en mai.

## Conséquences

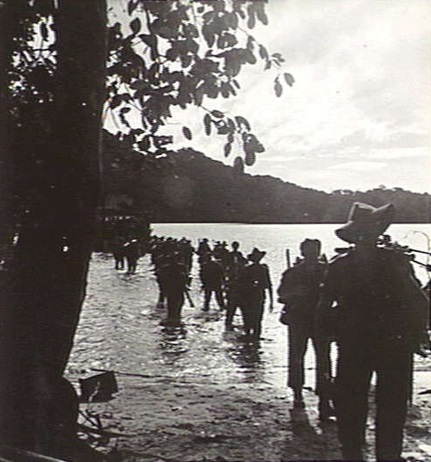
Le 37e/52e bataillon d'infanterie débarque dans la baie d'Open, mai 1945.

Après les combats autour des baies de Wide et d'Open, l'avancée australienne a essentiellement pris fin, bien qu'une action offensive limitée se soit poursuivie jusqu'à la fin de la guerre. Ils ont effectivement sécurisé l'île à l'ouest de la péninsule de Gazelle, isolant la garnison de 93 000 hommes autour de Rabaul. Pendant le reste de la guerre, des patrouilles sont effectuées pour maintenir l'initiative et la ligne défensive établie à travers l'île entre les deux garnisons de la baie de Wide et de la baie d'Open ;  en mai, en raison de pénuries de navires, le 37e/52e bataillon d'infanterie marche à travers l'île jusqu'à la plantation de Mavelo, puis sont transportés par barge vers la baie d'Open pour relever le 36e bataillon d'infanterie,. Aucune autre avancée n'est tentée car les Alliés concentrent leurs principales opérations ailleurs, comme Bornéo et les Philippines. De plus, des ingénieurs mettent tout en œuvre pour améliorer le réseau routier autour des plantations sécurisées. Les réfugiés de la zone sous contrôle japonais se déplacent vers les régions de la baie de Wide et de la baie d'Open et sont ensuite recrutés par l'unité administrative australienne de Nouvelle-Guinée pour des tâches laborieuses. Les opérations australiennes sur l'île sont limitées par des pénuries de soutien maritime et aérien, car ces ressources seront largement redirigées vers les efforts pour sécuriser Bornéo ; ces pénuries retardent considérablement la concentration de la 5e division et ce n'est qu'en avril que l'unité achèvera ses mouvements, l'arrivée des 4e et 13e brigades d'infanterie étant suivie par le 2/2e escadron de commandos.
À la fin des hostilités, les planificateurs australiens ont découvert l'erreur qu'ils avaient commise dans l'estimation de la taille de la force japonaise. Ils ont déterminé que la force était bien approvisionnée et disposait de suffisamment d'équipement et de munitions pour lancer une forte contre-attaque. Néanmoins, le commandant japonais avait choisi de ne pas lancer de contre-offensive majeure, bien qu'ayant été largement plus nombreux que les Australiens. Les Japonais avaient pour ordre de préserver leurs forces jusqu'à ce qu'une action mutuelle puisse être réalisée avec la marine impériale japonaise, une opportunité qui ne s'est pas présentée.
Les pertes au combat pour toute la campagne des Australiens s’élèvent à 53 tués et 140 blessés, et 21 autres sont morts d'autres causes,; Les victimes japonaises sur la côte sud jusqu'en avril sont  signalées par des sources australiennes : 138 tués ; dans le même temps 68 autres ont été tués sur la côte nord. Cinq Japonais sont également faits prisonniers. Considérée comme une « campagne d'endiguement classique », la 5e division a réussi à contenir une force japonaise beaucoup plus importante.